# Compsobuthus kabateki
Espèce
Compsobuthus kabateki est une espèce de scorpions de la famille des Buthidae.

## Distribution
Cette espèce est endémique d'Égypte. Elle se rencontre dans le gouvernorat de Louxor.

## Description
La femelle holotype mesure 29,3 mm.

## Étymologie
Cette espèce est nommée en l'honneur de Petr Kabátek.

## Publication originale
- Kovařík, 2003 : « Eight new species of Compsobuthus Vachon, 1949 from Africa and Asia (Scorpiones: Buthidae). » Serket, vol. 8, no 3, p. 87-112 (texte intégral).